# 山椒魚 (小説)
「山椒魚」（さんしょううお）は、井伏鱒二の短編小説。成長しすぎて自分の棲家である岩屋から出られなくなってしまった山椒魚の悲嘆をユーモラスに描いた作品で、井伏の代表的な短編作品である。井伏の学生時代の習作「幽閉」（1923年）を改稿したもので、1929年、同人雑誌『文芸都市』5月号に初出、その後作品集『夜ふけと梅の花』に収録され、以降たびたび井伏の著作集の巻頭を飾り、国語教科書にも採用され広く親しまれている作品であったが、自選全集に収録する際に井伏自身によって結末部分が大幅に削除されたことで議論も呼んだ。

## あらすじ
本節では、井伏自身による削除前の内容を示し、削除による異同は以降の節で解説する。
谷川の岩屋をねぐらにしていた山椒魚は、あるとき自分が岩屋の外に出られなくなっていることに気がつく。二年の間岩屋で過ごしているうちに体が大きくなり、頭が出入り口に「コロップの栓」のようにつかえるようになってしまったのである。ろくに動き回ることもできない狭い岩屋のなかで山椒魚は虚勢を張るが、外に出て行くための方途は何もない。彼は出入り口から外の谷川を眺め、目高の群れが先頭の動きにあわせてよろめいているのを見て嘲笑し、渦に巻き込まれて沈んでいく白い花弁をみて「目がくらみそうだ」とつぶやく。
ある夜、岩屋のなかに小蝦がまぎれこみ、山椒魚の横っ腹にしがみつく。山椒魚を岩石と勘違いして卵をうみつけているらしい。しきりに物思いにふけっているらしい小蝦の様子をみて山椒魚は、屈託したり物思いに耽ったりするやつは莫迦だと言う。しかし山椒魚がふたたび出入り口に突進し、栓のようにはまり込んだりといった騒ぎをはじめると、はじめは狼狽していた小蝦も失笑する。
その後、山椒魚は外へ出ることを再度試みるが徒労に終わり、涙を流して神にむかって窮状を訴える。彼は岩屋の外で自由に動き回っている水すましや蛙の姿を感動の目で眺めるが、そうしたものからはむしろ目をそむけたほうがよいと考え目蓋を閉じる。彼は自分が唯一自由にできる目蓋のなかの暗闇に没頭し、寒いほど独りぽっちだ、と言ってすすり泣く。
悲嘆にくれるあまり「悪党」となった山椒魚は、ある日、岩屋に飛び込んできた蛙を閉じ込め、外に出られないようにした。蛙は安全な窪みのなかに逃げ込んで虚勢を張り、2匹の生物は激しい口論を始める。二匹のどちらも外に出られず、互いに反目しあったまま1年が過ぎ、2年が過ぎた。蛙は岩屋内の杉苔が花粉を散らす光景を見て思わず深い嘆息を漏らし、それを聞きとめた山椒魚はもう降りてきてもいいと呼びかける。しかし蛙は空腹で動けず、もう死ぬばかりになっていた。お前は今何を考えているようなのだろうか、と聞く山椒魚に対して蛙は、今でも別にお前のことを怒ってはいないんだ、と答える。

## 作品史

### 「幽閉」の成立

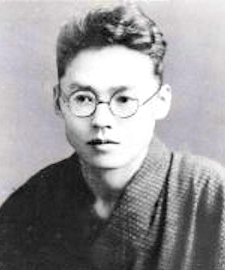
1920年代の井伏鱒二

「山椒魚」は井伏鱒二が最初に発表した作品であるとともに、その作家生活のほとんどの期間にあたる60年あまりの間、井伏によって改筆が続けられた作品である。「山椒魚」が最初に着手されたのは1919年（大正8年）、井伏が早稲田大学文学部に在籍していた時であった。当時21歳の井伏はこの年の夏休み、郷里で「やんま」「ありじごく」「幽閉」「蟇」といった動物を主人公にした短編を数篇習作として書き上げ、級友の青木南八に送った。このうちの「幽閉」が「山椒魚」の初稿にあたるものである。これらの動物を扱った短編のうち、あとまで残ったのは「幽閉（山椒魚）」と「たま虫を見る」（『文学界』1926年1月号掲載）の二篇のみで、残りは散逸している。また「幽閉」も初稿そのものは残っておらず、のち雑誌に発表するにあたってどのように手が加えられたのか（あるいは加えなかったのか）は分からない。なお、動物の短編ばかり書いたのは、当時流行していたシンボリズムの影響であったらしい。
井伏は早稲田大学を退学した後の1923年7月、早稲田大学仏文科の同人雑誌『世紀』に参加し、同誌に「幽閉」を掲載した。このときまだ青森中学校の1年生だった太宰治は、兄が東京から持ってきた多数の同人雑誌を読んでこの「幽閉」に注目し「天才を發見したと思つて興奮した」という思い出をのちに記している。しかし「幽閉」は世間的な評判を得ることはなく、『読売新聞』の文芸欄では「古臭い」という趣旨の批評が1行半程度書かれただけであった。

### 「山椒魚」の発表と受容
それから6年後の1929年（昭和4年）5月、すでに新進作家として活動していた井伏は「幽閉」を全面改稿し、同人雑誌『文芸都市』に「山椒魚 －童話－」として掲載した。「幽閉」とこの「山椒魚」は、山椒魚が岩屋に閉じ込められて出られなくなるという、基本的なプロットや道具立てはほぼ共通しており、長さとしてもさほどの違いはないが、後に見るように文体が大きく変えられており、冒頭の一文以外ほとんど共通する文章はない。また蛙との対話が付け加えられたのもこの改稿の際であり、結果として「山椒魚」は「幽閉」とはほとんど別の作品と言いうるものになっている。この「山椒魚」は1930年4月、井伏の最初の作品集である『夜ふけと梅の花』（《新興芸術派叢書》、新潮社）に「山椒魚」として収録された。以後井伏の著作集に繰り返し再録されながら作者の代表作として認められるようになり、高校の国語教科書にも採用され広く親しまれる作品となっていった。
井伏自身は「山椒魚（幽閉）」について、もともと試作のうちの一つとして書いた経緯から、「最初に発表した作品」ではあるが「処女作」ではないとしている。しかし『夜ふけと梅の花』以後、自分の作品集に「山椒魚」が収録されるときには必ず巻頭に据えており、作家としての自身の出発点と見なしていたことがうかがえる。井伏は単行本に収録されるたびに「山椒魚」を改訂したが、それらは主として文章表現上の訂正に留まっており、のちに述べる自選全集までは作品構成に関わる大きな変更は行わなかった。
批評・研究においては、この「山椒魚」も発表時には特に注目を浴びたわけではなかった。当時の井伏はむしろその前後に発表された「朽助のゐる谷間」「鯉」などによって評価を受けており、以後しばらく「山椒魚」は井伏の作家論のなかで言及されることはあったものの、長く独立した作品論の対象にはならなかった。本格的な作品論が書かれはじめるのは昭和30年代、中村光夫が「井伏鱒二論（一）－自然と人生」において、井伏の「厖大な著作に冠せられた序文」として「山椒魚」を取り上げ「どうにも動かしやうのない人生の現実にたいして、虚勢を張りながら無力を自認せざるを得ない、自己の精神の戯画」として論じてからであり、以後「幽閉」原文の発掘と比較研究、教材としての国語教育の分野での研究などを含め盛んに論じられるようになった。

### 児童文学版「山椒魚」
井伏は1940年（昭和15年）、小学館の学習雑誌『セウガク／二年生』に、児童向けに書き直した別の「山椒魚」を発表している。掲載号は第15巻第10-12号で、「つゞきよみもの」として河目悌二の挿絵をつけて連載されたものである。この別稿「山椒魚」はやはり岩屋に閉じ込められた山椒魚の話だが、児童向けを意識してか山椒魚の内面や嘆きにはあまり注意を向けず、外面的な描写や説明、会話によって一直線に進行するわかりやすい物語に変えられており、このため流布版のような複雑さや深みはなくなってしまっている。またこの別稿「山椒魚」では後に問題となる「蛙との和解」のエピソードがすでになく、岩屋のなかで反目し続ける山椒魚と蛙の死を示唆する次のような文章で終わるかたちになっている。「もう この ごろ では、蛙 は かちかち の ひもの の やう に なり、山椒魚 も くちた 木 の やう に なって ゐる こと でせう」。
この別稿「山椒魚」は長い間ほとんどその存在が知られておらず、井伏自身にすら顧みられなかったものだが、後述の改稿問題が起こった後に研究者の前田貞昭によって紹介された。前田は、井伏が後述の改稿の際、本文にはほとんど手を加えず結末の削除にとどめたのは、この別稿「山椒魚」の試みによって、「山椒魚」の世界にはやはり山椒魚の内面世界の描写が必要であったことに気づいたためではないかとしている。

### 結末の削除をめぐって
1985年（昭和60年）10月、新潮社より新たに『井伏鱒二自選全集』の刊行が開始された。この全集は帯文に「米寿をむかえた筆者が、初めて作品を厳選し徹底的な削除・加筆・訂正を行った決定版」と銘打たれており、「山椒魚」もその「訂正」の例外にはならなかった。従来どおり第一巻の巻頭に置かれた「山椒魚」は、その結末部分が10数行に渡ってカットされており、この結果『自選全集』に収められた「山椒魚」は以下の文章で終わるかたちとなっている。
更に一年の月日が過ぎた。二個の鉱物は、再び二個の生物に変化した。けれど彼等は、今年の夏はお互い黙り込んで、そしてお互いに自分の嘆息が相手に聞こえないように注意してゐたのである。
つまり従来の結末部にあった、「今でもべつにお前のことをおこつてはゐないんだ」でくくられる蛙との和解の場面が丸ごと削除されたのである。また同全集の「覚え書」には、改稿のもととなった井伏の考えがこう記された。「後年になつて考へたが、外に出られない山椒魚はどうしても出られない運命に置かれてしまつたと覚悟した。「絶対」といふことを教えられたのだ。観念したのである。」
この末尾の対話の部分は元来武田泰淳や河盛好蔵などから評価を受けていた部分であったこともあり、この突然の改稿は大きな波紋を呼び、削除に対する賛否や作者の真意、そして「作品」はいったい誰のものか、といったことをめぐって文壇を賑わわせただけでなく、その騒動はマスメディアからも注目を受けた。井伏作品を愛読していた野坂昭如は『週刊朝日』誌上で、「山椒魚」はもはや書き手を離れている作品であるはずだと書き、これまでの読者はどうなるのかと強く反発した。井伏の伝記を執筆した安岡章太郎も、当時の講演でこの件に触れ「削ったことによって締まってくるとも思うが、そうすると前の部分が食い足りない」として「十分納得がいかない」心境を語っている。評論家の古林尚は、これは「改訂」ではなく「破壊」ではないかと述懐し、この末尾の削除によって、山椒魚と蛙の関係は単なる「いじめ」の問題に縮小されてしまったと難じた。同年10月10日付けの『朝日新聞』のコラム「天声人語」はこの騒動に触れたうえで、「『山椒魚』の末尾削除は、もしかすると八十七歳になった作家の、人間と現代文明への絶望ではなかったか」と書いている。
一方で井伏自身は、『自選全集』と同時期に行われた河盛好蔵との対談で「どうしようもないものだもの。山椒魚の生活は」「ずいぶん迷ったですよ」といった発言をしており、前述の10月10日付けの「天声人語」では「あれは失敗作だった。もっと早く削ればよかったんだ」といった言葉も伝えられている。しかしさらにのちの89歳直前に行われたNHKのインタビューでは「直さないほうがよいようだなあ」「（では戻しますか、という記者の質問に対して）それがよいかもわからん。誰か書いてくれるといいな」と迷いを口に出しており、こうした井伏の言動も自選全集版の「山椒魚」に対する消極的な評価の一因となっている。ただし批評家や研究者からは、読者は読み比べて好きなほうを選べば良いのだとする意見や、改稿後のほうが解釈の幅が広がっているという意見、文体の完成度という観点から新稿のほうを評価する意見なども提示されている。
その後、井伏が1993年（平成5年）7月10日に死去するまでの間にも「山椒魚」は複数の作品集に収録されたが、井伏が自選全集収録時の「山椒魚」を再び改訂することはなかった。

## 文体
「山椒魚」とその前身「幽閉」は、どちらも山椒魚を主人公とした三人称の語りによる作品であるが、その文体は両者で大きく異なっている。「幽閉」で用いられているのは、当時井伏が愛読していた正宗白鳥などを思わせる自然主義的な文体である。「幽閉」の山椒魚はその一人称が当時インテリ大衆の言葉として定着しつつあった「僕」であり、のちの「山椒魚」と比べると、山椒魚が内的独白（ダッシュを用いて表記される）によって直接に心情を述べている部分が多い。それに対して語り手は全知の視点から山椒魚の陥った状況を詳細に・合理的に説明し、また山椒魚の内面に分け入ってその心理を代弁する。このとき語り手の文章の形式は三人称（「彼」）であっても、山椒魚の心情に寄り添うことによって山椒魚の独白と渾然一体となり、結果として「幽閉」は山椒魚の心情を主観的・直情的に物語る一人称的・独白的な作品となる。
これに対して「山椒魚」では、山椒魚と語り手とがはっきりと分化している。一人称が「俺」となった山椒魚の語りは鉤括弧でくくられて地の文に対し判然と区別され、語り手の客観的な位置からの説明がそれと混じることがない。この分化はさらに「諸君は、発狂した山椒魚を見たことはないであらうが、この山椒魚に幾らかその傾向がなかつたとは誰がいへよう。諸君は、この山椒魚を嘲笑してはいけない」というような語り手の自己演出（語り手の「顔出し」）によって強められている。この語り手の自立によって、山椒魚の嘆きは相対化されて過度な感傷化が避けられるとともに（主情転化）、作品に批評性と、井伏作品特有のユーモアが与えられている。
こうした主情転化によるユーモアの付与はまた、いわゆる「欧文直訳体」をはじめとする井伏作品特有の文体的特徴によっても助長されている。「欧文直訳体」とは西欧の文章を稚拙に逐語訳したような文章で、「山椒魚の棲家は、泳ぎまはるべくあまりに広くなかつた」「そして小さな窓からのぞき見するときほど、常に多くの物を見ることはできないのである」といった表現にその例が見られる。これに加えて「陰花植物の種子散布の法則通り」「白い花弁は淀みの水面に広く円周を描きながら」といった自然科学用語の濫用、「発育」「横暴」「鞭撻」といった、小動物の世界を叙述するものとしてはいかにも大げさな漢熟語の使用も、事物の自然主義的な描写に対する「ずらし」として機能する。しかしこうした表現は自然主義文学が優勢であった当時の文壇において、井伏がナンセンス文学の作家と見なされ正当な評価が遅れる一因ともなった。

## 源泉とモチーフ

### 「賭」と和解

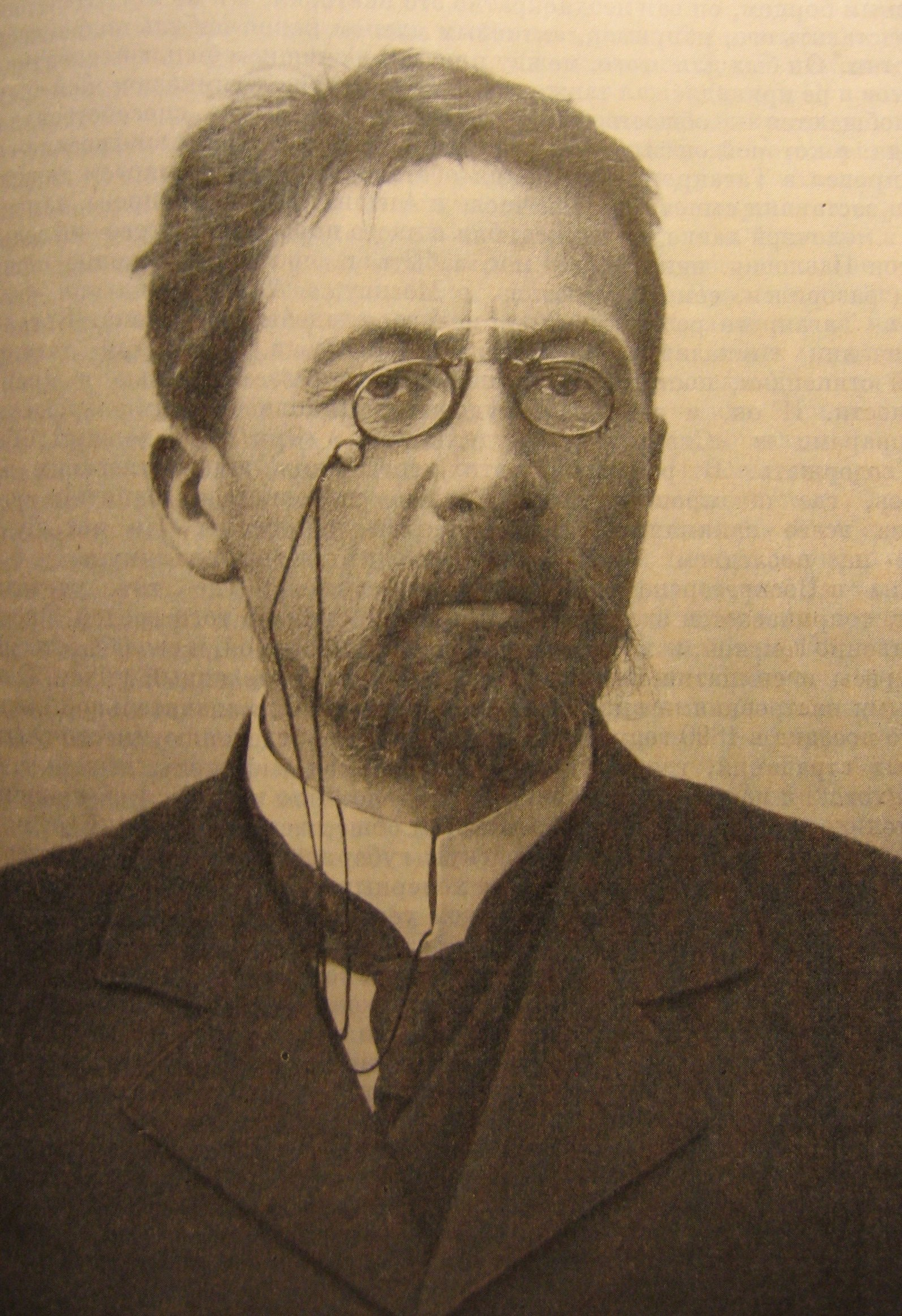
「山椒魚」はチェーホフの短編「賭」から着想を得ている

井伏は「山椒魚」（「幽閉」）の着想を、アントン・チェーホフの短編小説「賭」から得ていると複数の媒体で述べている。
実はこれはその頃読んだチェホフの「賭」に感激して書いたもので、「賭」のモチーフである。人間の絶望から悟りへの道程を書こうと思ったので。もっとも悟って行くところは書こうとすると、自分に裏付けがないからどうしても説明になるのでやめた。
「山椒魚」は悟りにはいらうとして、はいれなかったところを書きたかったのに、尻切れとんぼになっちまった。
チェーホフの「賭」は1889年、『ノーヴェオ・ヴレーミャ』誌に「おとぎばなし」の題で発表されたものが初出で、その後1901年に全集に収録されるにあたり改稿が行われている。井伏が読んだのはこの改稿後の作をコンスタンス・ガーネットが英訳したものである。「賭」の筋は、ある青年法学者が実業家と賭けをし、15年の間人との交わりを絶って「幽閉生活」を自ら送ってみせるというもので、当初は孤独に苦しむ法学者は、長年書物の世界に親しむうちに「地上の幸福のすべてや叡智」をも軽蔑するに至り、15年後、賭の賞金である200万ルーブルの金を自ら放棄しふたたび幽閉生活に戻っていく。
チェーホフの短編にあるのはむしろ人間の無知に対する激しい軽蔑の情念なのであるが、井伏はこれに東洋風の「悟りへの道程」を見て取った。自身の「山椒魚」（「幽閉」）でも、もともとは閉じ込められた山椒魚が外部世界の価値体系を超えた叡智や生の在り方を描くつもりであったのだと考えられる。「幽閉」に表れる「悟入」「考究」「静けさの溶液」といった言葉はそうした意図を反映したものと見られるが、しかし「幽閉」では結局山椒魚の「悟り」もその必然性も描かれず、「悟りへの道程」を描くという観点からは明らかな失敗に終わっている。
「幽閉」を改稿した「山椒魚」では、新たな要素として蛙との対話が導入される。幽閉生活によって「よくない性質を帯びて来た」山椒魚は岩屋に飛び込んできた蛙を閉じ込める。しかし3年の月日が過ぎ、「しきりに杉苔の花粉の散る光景」を見て思わず嘆息を洩らした蛙に、山椒魚は「友情を瞳に込めて」話しかけ、その対話が「今でもべつにお前のことをおこつてはゐないんだ」という、蛙の末期の許しの言葉に続く。このように和解にいたる山椒魚に「悟り」を見て取ることもできなくはないが、しかしこれは「悟りの道程」というよりは、むしろ時間の経過や自然の営為に重ねられた日本的な融和・和解の姿であった。このように考えれば60年を経たこの「和解」の場面の削除の意図は、「悟りへの道程（またその断念）」という、もともとのモチーフにふさわしからぬ部分を除くことにあったとも考えられる。

### 井伏とオオサンショウウオ

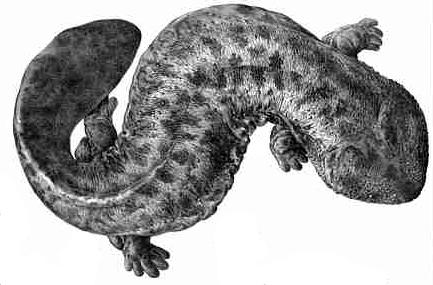
オオサンショウウオ（別称・ハンザキ）

井伏は「山椒魚」を、実際の山椒魚（オオサンショウウオ）を目にした中学時代の体験を踏まえて執筆している。県立福山中学校に入学したばかりの井伏は、中学の池で飼われているオオサンショウウオ（ハンザキ）が餌の蛙を一呑みにするのが面白く、先生にも無断でこっそり蛙を与えるようになった。このオオサンショウウオに関して、あるとき井伏は寄宿舎で同室であった宮原哲三と「山椒魚が噛みつくと、雷が鳴っても放さん」という話が本当であるかどうかで口論になった。そこで藺草（イグサ）で縄を作ってその先に蛙を結びつけ実際に試してみたところ、井伏が主張したとおり、雷鳴が起こっても山椒魚は餌を放さなかった。しかし宮原がよく観察してみると、それは山椒魚の口の奥まで尖った歯が何百本もびっしり生えていてそれが餌に食い込んでいるためで、山椒魚が口を開いても蛙は逃げることができず、したがって雷とは別に関係がない、ということがわかった。井伏は「山椒魚」の原型となる作品を手がけたとき、彼自身が餌を与えたこのオオサンショウウオの図体や、1年や2年は餌を食べなくても生きているという生態、ひもじくなると自分の指を食うという言い伝えなどを意識に入れて書いたと回想している。
物語の主人公である山椒魚、および彼の幽閉生活には、執筆当時の井伏自身の状況の反映を見ることもできる。「幽閉」をはじめに書いた1919年（大正8年）までに、井伏はすでに画家の夢を諦めるという挫折を経験し、また美術学校の女生徒への失恋を経験していた。「幽閉」を『世紀』に発表した1923年（大正12年）当時は、井伏は定職もない無名の作家として生活していた。その前年には片上伸教授に憎まれたことによって早稲田大学から退学に追い込まれて復学も不可能となり、兄からの経済的援助も絶たれ、また親友・青木南八を病で失うという不幸も経験している。おりしもロシア革命の影響と経済不況の波が押し寄せており、時代的にも閉塞状況にあった。「山椒魚」発表前の1927年（昭和2年）前後には、井伏が参加していた同人雑誌『陣痛時代』が『戦闘文学』と改題したうえで井伏を除く全員が左傾化し、井伏は一人取り残され脱退を余儀なくされている。1928年（昭和3年）の「鯉」、1929年（昭和4年）の「山椒魚」「屋根の上のサワン」などによって好評を受けるようになるものの、それまでは明日どうなるかもわからない無名作家としての生活を続けていた。「山椒魚」の冒頭近くには、「人々は思ひぞ屈せし場合、部屋のなかを屢屢（しばしば）こんな具合に歩きまはるものである」という文があるが、「山椒魚」はこのような作者の生活、世に出られない焦り、そして時代の閉塞からくる「思ひぞ屈した」状況を反映しているものと考えられる。そのような「思ひぞ屈した」感情はまた井伏の初期作品に共通するユーモアの基底をなしているものでもあるが、しかし中村光夫は井伏と「山椒魚」について次のように述べている。「氏の「思ひぞ屈した」憂鬱は、この醜い両棲類に代置されることで、明瞭な形を与へられ、自己を限定され、理想化されたので、この点では氏の後の小説のどの主人公も、この一匹の山椒魚に及ばないのです」。

### その他の推測される源泉
前述のように井伏自身は「山椒魚」の着想の元としてチェーホフの「賭」を挙げているが、「賭」と「山椒魚」はそれほど似ていないとして、別の作品を「山椒魚」の源泉として推定する意見もある。ロシアの日本文学者グリゴリ・チハルティシヴィリ（グリゴーリイ・チハルチシビリ）は、井伏の「山椒魚」が19世紀ロシアの作家サルティコフ・シチェドリンの短編「賢いカマツカ」とそっくりだという指摘を行っている。「賢いカマツカ」は厭世的なカマツカ（コイ科の小魚）が世間を逃れて水中のねぐらに閉じこもる話である。シチェドリンは日本ではさほど知られている作家ではないが、井伏が学生だった当時ロシア文学は流行の最先端であり、先述の片上伸の講義などで井伏が彼の作品を知る機会はあったと考えられる。井伏が尊敬していた森鷗外も「観潮楼偶記」でシチェドリンを紹介している。猪瀬直樹は、井伏がことあるごとにチェーホフの「賭」に言及していたのは「賢いカマツカ」をもとにして書いた事実をはぐらかす意図があったのだろうとしている。
チハルチシビリはまた、「山椒魚」の源泉となっている可能性のある作品としてチェーホフの「敵」という短編を挙げている。「敵」はそれぞれ地主と医師である二人の男が互いに憎みあい、相手を非難し続けあう話で、修正前の「山椒魚」のような和解に至る場面はない。